# Prawo finansowe
Prawo finansowe normuje gospodarkę finansową państwa i reguluje następujące kwestie:
- przygotowanie i uchwalanie budżetu państwa (prawo budżetowe)
- finansowanie działalności państwa w jej różnych formach (gospodarka finansowa)
- zagadnienia podatkowe dotyczące osób fizycznych i prawnych (prawo podatkowe).

## Działy prawa finansowego
- prawo budżetowe,
- prawo finansowe jednostek samorządu terytorialnego,
- prawo dewizowe,
- prawo celne,
- prawo podatkowe ogólne i szczególne,
- publiczne prawo bankowe,
- międzynarodowe prawo finansowe,
- prawo rynku finansowego:
  - rynek kapitałowy,
  - rynek bankowy,
  - rynek ubezpieczeniowy.

Zarówno prawo podatkowe, jak i prawo celne zaliczane są do kategorii prawa daninowego.
Dawniej prawo finansowe było częścią prawa administracyjnego, obecnie uważane jest za samodzielną gałąź prawa. Określane jest także jako „dyscyplina pogranicza”. Nie jest skodyfikowana w kompleksowej regulacji normatywnej. Regulacje znajdują się w licznych ustawach związanych z poszczególnymi działami prawa finansowego. Ponadto niektóre przepisy umieszczone są w źródłach prawa dotyczących innych gałęzi (np. Konstytucja RP – art. 216–227).

## Prawo finansowe a prawo prywatne
Istnieją trzy podstawowe różnice między prawem finansowym a prawem prywatnym:
- cel: dobro publiczne/dobro jednostki
- sposób regulacji: władczość (przymus państwowy)/równorzędność stron umowy
- pozycja prawna podmiotów: represyjność przepisów i sankcje/sankcje tylko z umowy cywilnoprawnej.